# 我真的喜歡你
我真的喜歡你是加拿大歌手卡莉·蕾·杰普森第三張專輯《真性情》中的一首歌曲。這首歌由杰普森、雅各·卡舍·欣德林（Jacob Kasher Hindlin）、彼得·斯文森及史蒂夫·達瑪（Steve DaMar）作詞作曲，由斯文森製作。2015年3月2日，604唱片推出這首歌作為專輯的首發主打單曲。
這首歌在《公告牌》百强单曲榜上排名第十四，這首歌的音樂視頻由湯姆·漢克、賈斯汀·比伯主演，並於2015年3月5日發行。